# Alan Doyle
Alan Doyle est un chanteur canadien, leader du groupe de musique celtique Great Big Sea.
Né sous le nom d'Alan Thomas Doyle, fils de Thomas et Regina Doyle à Petty Harbour, dans la région canadienne de Terre-Neuve-et-Labrador, le 17 mai 1969. Doyle a grandi entouré par la musique. Sa mère, qui était professeur de piano, lui a enseigné très tôt à jouer de cet instrument, tout comme à son frère Bernie, et ses sœurs, Michelle et Kim. Doyle est aussi un grand passionné de hockey, et joue les gardiens de but dès qu'il le peut. Il est un authentique fan de l'équipe des "Montréal Canadiens", mais on sait qu'il soutient aussi une grande majorité des équipes canadiennes. Il a été élevé dans la foi catholique romaine.
Il a été à la Memorial University de Newfoundland et a obtenu un diplôme de Bachelor of Arts en Anglais. C'est là-bas qu'il a rencontré Séan McCann, Bob Hallett et Darrell Power, avec lesquels il a formé le groupe Great Big Sea. À la base, il joue de la guitare électrique et de la guitare sèche, ainsi que du bouzouki quand ils sont sur scène, mais on sait qu'il peut aussi jouer de la mandoline et du banjo.
Avant l'existence de Great Big Sea, Doyle a joué avec John Brenton dans un duo appelé "Staggering Home". Pendant son adolescence, il a aussi joué dans le groupe de son oncle, les "New Sandells".
Doyle s'est aussi donné dans des prestations sur scène, à la télévision et dans la production de films. Étant enfant, il a fait une petite apparition dans le film A Whale for the Killing, dont le tournage s'est déroulé dans sa ville natale. Il a aussi été le maître de cérémonie lors de la remise de récompenses artistiques à l'échelle régionale; il est ensuite apparu comme présentateur aux Juno Awards, et a fait sensation au festival « 24-Hour Musical » organisé par sa ville natale, par son interprétation de Grease. En 2005, il a composé la musique pour une comédie de CBC Hatching, Matching and Dispatching, dans laquelle joue l'actrice Mary Walsh. En 2006, il a travaillé sur la musique d'un film pas encore sorti Young Triffie, réalisé par Walsh.
Doyle s'est lié d'amitié avec Russell Crowe et son ancien groupe "30 Odd Foot of Grunts", pour lesquels il a produit et coécrit plusieurs chansons dans le dernier album de Crowe, My Hand, My Heart. Il a participé à plusieurs spectacles avec le nouveau groupe de Crowe, "The Ordinary Fear of God". Dans la logique de cette amitié, Crowe a proposé le nom d'Alan Doyle pour interpréter le personnage d'Allan-a-Dale au casting du Robin des Bois de Ridley Scott.

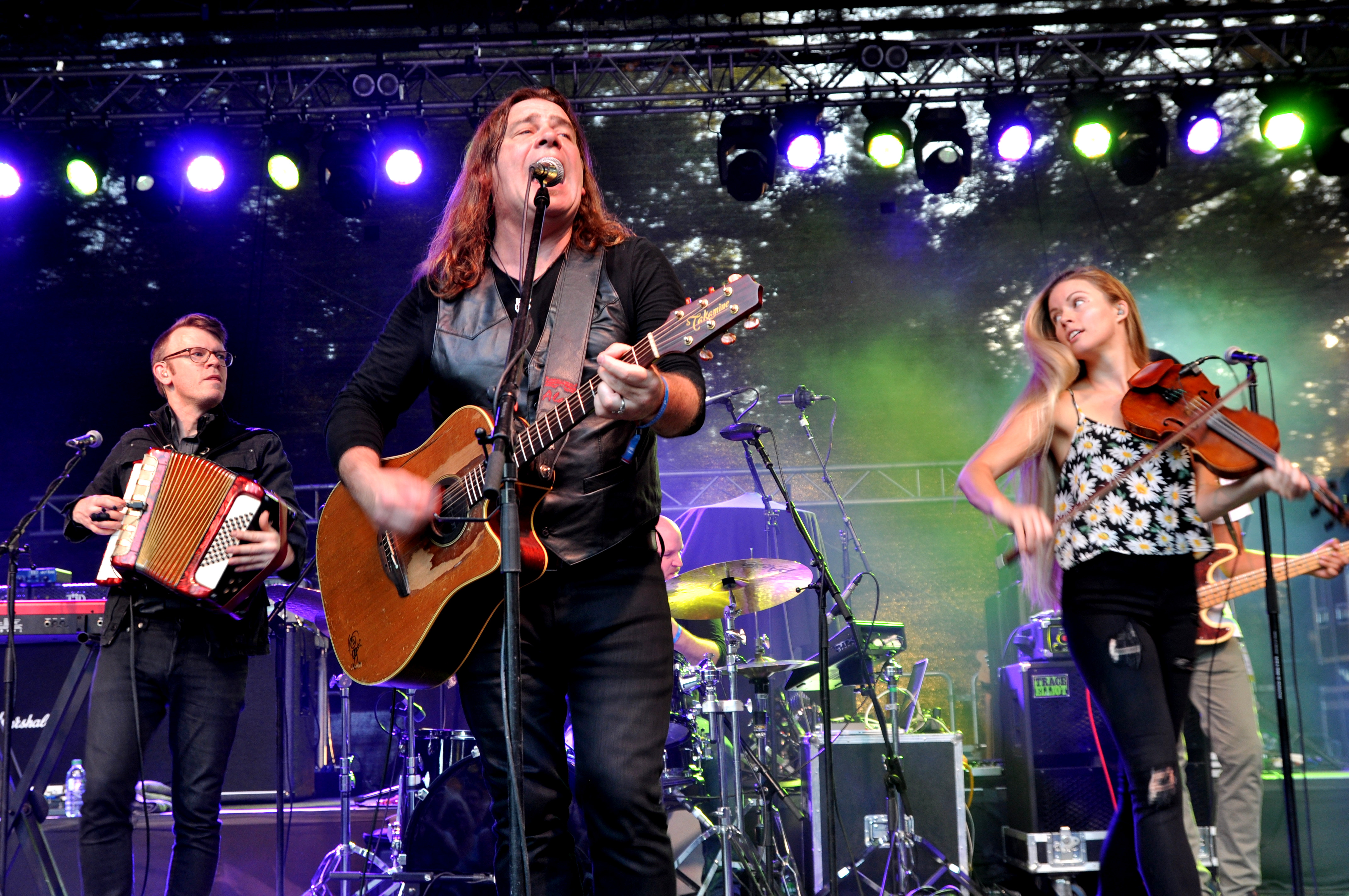
Alan Doyle & Band 2017

Doyle a aussi produit un album pour sa sœur, Michelle Doyle.
Le 4 juillet 2006, Alan et sa femme Joanne ont accueilli la naissance de leur premier fils: Henry Thomas Doyle.
En 2013, il participe à une chanson, Dansez (Dance Hey!), avec le groupe Bodh'aktan sur l'album Tant qu'il Restera du Rhum.

## Discographie

### Albums studio
- 2012 - Boy on Bridge
- 2015 - So Let’s Go
- 2017 - A Week at the Warehouse
- 2020 - Rough Side Out (Mini-album)
- 2021 - Back to the Harbour (Mini-album)
- 2024 - Welcome Home

### Albums en public
- 2022 - Here, Tonight